# Tabuleiro do Norte
Tabuleiro do Norte är en kommun i Brasilien.   Den ligger i delstaten Ceará, i den östra delen av landet, 1 600 km nordost om huvudstaden Brasília. Antalet invånare är 29 210.
Omgivningarna runt Tabuleiro do Norte är huvudsakligen savann. Runt Tabuleiro do Norte är det glesbefolkat, med 12 invånare per kvadratkilometer.